# نادي فولندام
نادي فولندام (بالهولندية: FC Volendam) هو أحد أندية هولندا لكرة القدم. تأسس عام 1977. يلعب في دوري الدرجة الثانية.